# Kauko Helovirta

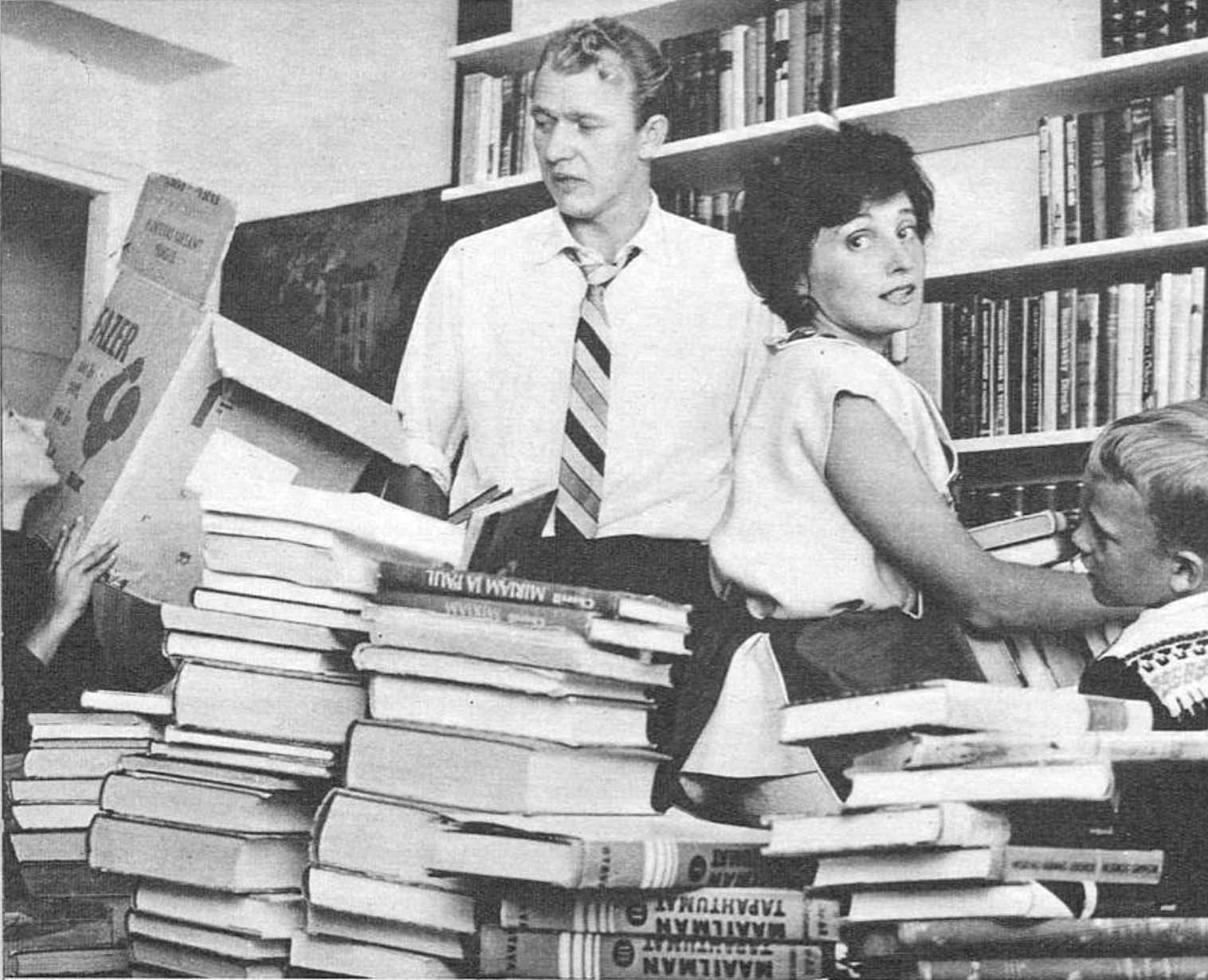
Helovirta y su esposa, Rauni Ranta, en 1961

Kauko Helovirta (21 de octubre de 1924 – 13 de septiembre de 1997) fue un actor teatral, cinematográfico y televisivo finlandés.

## Biografía
Su verdadero nombre era Kauko Kustaa Hellström, y nació en Juupajoki, Finlandia.
En sus inicios actuó en giras de entretenimiento de las Fuerzas de Defensa entre 1942 y 1944. Posteriormente actuó en el Mikkelin teatteri, el Kaupunginteatteri de Lahti y el Teatro de Tampere, culminando su trayectoria teatral con una década en el Teatro Nacional de Finlandia.
A partir de 1950 hizo más de 30 papeles cinematográficos, estando especialmente activo en los años 1970 y 1980. Su primer papel llegó con la cinta Härmästä poikia kymmenen (1950), actuando junto a Tauno Palo. En 1958 trabajó con Edvin Laine en Sven Tuuva, film en el cual Helovirta era el capitán Duncker. Actor de confianza de Laine, a partir de entonces trabajó en casi todas las películas del director. Entre esas producciones figuran Täällä Pohjantähden alla (1968), Akseli ja Elina (1970), Ruskan jälkeen (1979), Akaton mies (1983) y Akallinen mies (1986). Otras películas fueron la dirigida por Matti Kassila Meiltähän tämä käy (1973), la de Risto Jarva Mies, joka ei osannut sanoa ei (1975), así como la de Visa Mäkinen Mitäs me sankarit (1980).
Kauko Helovirta actuó también en el radioteatro de Yleisradio. En la serie radiofónica Knalli ja sateenvarjo fue Hannibal Hamilton-Jones entre 1979 y 1997. Fallecido Helovirta, asumió el papel Heikki Nousiainen. Otro papel radiofónico de fama fue el del periodista Immo, creado por el escritor Juhani Peltonen en las series Elmo, urheilija (1977) y Elmo – muu maailma (1978). También actuó en los shows radiofónicos Isoisää etsimässä (1978) y Hirtettyjen kettujen metsä (1985), basados en libros de Arto Paasilinna, y en Sumulaakson sankarit, Rauniokaupungin vanki y Noita Nokinenä.
Helovirta fue también actor de voz. Dobló a diferentes personajes en la serie de animación Alfred J. Kwak, y trabajó en las películas La dama y el vagabundo, Oliver y su pandilla y The Sword in the Stone.
Por su trayectoria artística, en el año 1989 fue premiado con la Medalla Pro Finlandia.
Kauko Helovirta falleció en el Hospital Diakonissalaitos de Helsinki en el año 1997, a causa de un cáncer. Fue enterrado en el Cementerio de Malmi, en dicha ciudad. Había estado casado con la actriz Rauni Ranta desde 1952.

## Filmografía (selección)
- 1950 : Härmästä poikia kymmenen
- 1955 : Kesäyön lapset
- 1958 : Sven Tuuva
- 1962 : Pojat
- 1962 : Pikku suorasuu
- 1962 : Ihana seikkailu
- 1962 : Huivi (serie TV)
- 1963 : Villin Pohjolan kulta
- 1963 : Turkasen tenava!
- 1965 : Pariisilaissolmio
- 1966 : Johan nyt on markkinat!
- 1966 : Sisarukset (serie TV)
- 1968 : Täällä Pohjantähden alla
- 1969 : Vodkaa, komisario Palmu
- 1970 : Akseli ja Elina
- 1970–1976 : Naapurilähiö (serie TV)
- 1971 : Aatamin puvussa... ja vähän Eevankin
- 1971 : Kreivi
- 1973 : Meiltähän tämä käy
- 1975 : Mies, joka ei osannut sanoa ei
- 1975–1979 : Sämpy (serie TV)
- 1977 : Veera ja Saara (serie TV)
- 1977 : Viimeinen savotta
- 1977 : Jäniksen vuosi
- 1978 : Tuntematon ystävä
- 1978 : Syksyllä kaikki on toisin
- 1978 : Rautakauppias Uuno Turhapuro – presidentin vävy
- 1978 : Piilopirtti
- 1979 : Ruskan jälkeen
- 1979 : Natalia
- 1980 : Tulitikkuja lainaamassa
- 1980 : Mitäs me sankarit
- 1981 : Kaikenlaisia karkulaisia
- 1982 : Likainen puolitusina
- 1983 : Akaton mies
- 1984 : Yön saalistajat
- 1985 : PikaPakinaPaketti (serie TV)
- 1986 : Akallinen mies
- 1991 : Hynttyyt yhteen (serie TV)
- 1992 : Mestari
- 1995–1996 : Kotikatu (serie TV)